# Riding the Storm - The Very Best of the Noise Years
Riding the Storm - The Very Best of the Noise Years è il titolo di un album raccolta della band heavy metal tedesca Running Wild pubblicata nel 2016 dalla Noise Records.
La compilation contiene le "hit" della band a partire dagli inizi nel 1984 fino al 1995.

## Tracce
1. Victim of States Power
2. Genghis Khan
3. Prisoner of Our Time
4. Walpurgis Night
5. Branded and Exiled
6. Fight the Oppression
7. Chains and Leather
8. Under Jolly Roger
9. Beggar's Night
10. Diamonds of the Black Chest
11. Raw Ride
12. Intro / Port Royal
13. Uashitschun
14. Final Gates
15. Conquistadores
16. Calico Jack

### CD 2
1. Riding the Storm
2. Evilution
3. Bad to the Bone
4. Tortuga Bay
5. Blazon Stone
6. Little Big Horn
7. Over the Rainbow
8. Genocide
9. Whirlwind
10. Fistful of Dynamite
11. Pile of Skulls
12. Soulless
13. The Privateer
14. Fight the Fire of Hate
15. The Phantom of Black Hand Hill
16. Lions of the Sea

## Formazione
- Rock n' Rolf - voce, chitarra
- Thilo Herrmann - chitarra
- Axel Morgan - chitarra
- Majk Moti - chitarra
- Gerald "Preacher" Warnecke - chitarra
- Thomas Smuszynski - basso
- Jens Becker - basso
- Stefan Boriss - basso
- Jörg Michael - batteria
- Stefan Schwarzmann - batteria
- AC - batteria
- Ian Finlay - batteria
- Wolfgang "Hasche" Hagermann - batteria